# Gyűrűsfóka

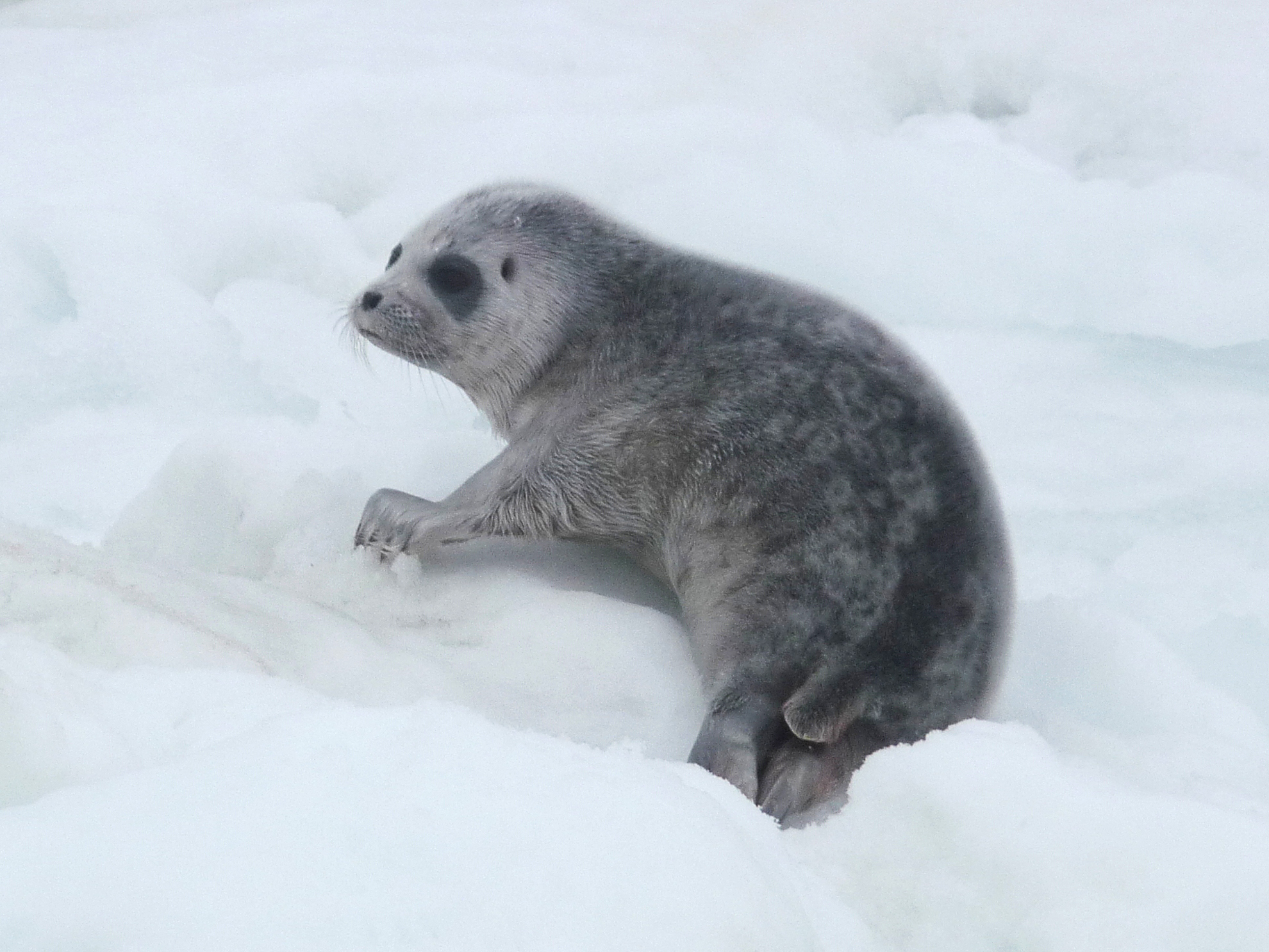
Gyűrűsfóka kölyök

A gyűrűsfóka (Pusa hispida) az emlősök (Mammalia) osztályának ragadozók (Carnivora) rendjébe, ezen belül a fókafélék (Phocidae) családjába tartozó faj.

## Előfordulása
A Jeges-tengeren, a Balti-tengeren, a Bering-tengeren, a Hudson-öbölben, Kanadában és Alaszkában honos. A 82., helyenként a 84. szélességi fokig. De délen is messzire lemegy. A kainozoikumi eljegesedés alatti korábbi elterjedésének maradványai egyes tavakban, például a Ladoga-tóban és a finnországi Saimaa-tóban találhatók. Mindkettő külön alfaj, egyenként körülbelül 5000 példánnyal.

## Alfajai
- Pusa hispida hispida - Európa, Oroszország, Kanada és az USA jeges-tengeri partjai, valamint a következő szigetek: Novaja Zemlja, Spitzbergák, Grönland és Baffin-sziget; szinonimája: Pusa hispida krascheninikovi.
- Pusa hispida ochotensis - Kamcsatka, az Ohotszki-tenger és délre Japán csendes-óceáni partja mentén.
- Pusa hispida botnica - a Balti-tenger, főleg Botteni-öböl, ahol nagy az állomány; a Finn-öböl, a Rigai-öböl és az Archipelago-tenger állományai veszélyeztetettek.[1]
- Ladoga-tavi gyűrűsfóka (Pusa hispida ladogensis) - Ladoga-tó
- Saimaa-tavi gyűrűsfóka (Pusa hispida saimensis) - Saimaa-tó Finnországban. Ez az állomány a legveszélyeztetettebb, csak körülbelül 250 példányból áll.

## Megjelenése
A gyűrűsfóka átlagos testtömege 65-95 kilogramm közötti, de néha 110 kilogramm is lehet; hossza pedig 140-155 centiméter. A nőstények kisebb méretűek mint a hímek. Bundája szürke színű, fekete foltokkal. Hasi oldala egyszínű sárgásfehér, és csak néhány sötét folt van rajta. Bajuszszálai barnák. Egészében a gyűrűsfóka lényegesen kisebb a borjúfókánál, de bőr alatti zsírrétege vastagabb, ami olyan kiváló hőszigetelést biztosít számára, hogy a fókák közül ez a faj merészkedhet a legtávolabb a Jeges-tengerbe.

## Életmódja
A gyűrűsfóka egy sereg érdekes sajátsággal alkalmazkodott a szélsőséges körülményekhez. Így szalonnája testtömegének akár felét is kiteheti, ami nemcsak hőszigetelőként, hanem szűkös időkre tartalékként is szolgál. A „böjt” akkor köszönt be, amikor a jég befedi leggazdagabb vadászmezőit. A fókák ilyenkor sem állnak odébb egykönnyen. Rendszeresen ugyanott felbukva légzőléket tartanak fenn már ősztől, amikor még vékony a jég. Meleg leheletük újra meg újra elolvasztja a jeget. Ha a jeget hótakaró is fedi, az elszigeteli a nagy külső hidegektől, és a gyűrűsfókák könnyebben fenn tudják tartani a léket. Körülbelül 1 kilométer átmérőjű lakókörzetükben több léket is kialakítanak. Közülük a legnagyobbat még jobban kitágítják, amíg testük teljesen kifér rajta. Ha ez sikerült, a hóban barlangot ásnak, hogy ott pihenhessenek. Az ilyen akár 10 méter hosszú üregekben hozzák világra kicsinyeiket március–áprilisban. Ragadozó állat. Fő táplálékai tőkehalfélék, rákfélék, és a krill. Élelmét keresve 300 méter mélyre is lebukik. Bukáskor a nagy erőfeszítés ellenére pulzusát 150-ről 10-re csökkenti. Mielőtt mélyre merülne, kifújja a levegőt, ily módon gyors feljövetele nem idéz elő „mélységi mámort”.

## Szaporodása
Június-júliusban, amikor a nőstények elválnak az előző évi fiataloktól, a gyűrűsfókák ismét párosodnak. 9-10 hónappal később születnek a kölykök a hóbarlangban. A fókák igyekeznek olyan helyet választani, amelyet legalább 1 méteres hó fed. Fő ellenségük, a jegesmedve, így nem szimatolja meg és nem ássa ki őket. A fiatalok a tehéntejnél 12-13-szor nagyobb zsírtartalmú tejet szopnak, és ettől persze gyorsan növekednek. Születéskor még csak 5 kilogrammosak és fél méter hosszúak. Tömegük egy hét leforgása alatt megkétszereződik. Négy hetesen a színében a csillogó jégre hasonlító, születéskori gyapjúszőrzetet rövidebb, a prémkereskedelemben nagyra értékelt és „silver jar” néven ismert prémre cserélik le. Ezután már be tudnak menni a vízbe, hogy elsajátítják a csiga- és halfogást. Májusban a vedlő fókák alig vagy egyáltalán nem mennek a vízbe, és ezért könnyen áldozatul esnek a jegesmedvének.
Fogságban sikeresen kereszteződik a kúpos fókával (Halichoerus grypus).

## Rokon fajok
Közeli rokona a Bajkál-tóban élő bajkáli fóka (Pusa sibirica) és a Kaszpi-tengerben élő kaszpi fóka (Pusa caspica). E két faj is a jégkorszakok idején szigetelődött el.